# Wild Cards (serie televisiva)
Wild Cards è una serie televisiva canadese-statunitense ideata da Michael Konyves e trasmessa su CBC dal 10 gennaio 2024 e da The CW dal 17 gennaio seguente.

## Trama
Cole Ellis, un poliziotto retrocesso, arresta Max Mitchell, una truffatrice di passaggio. Mentre è in custodia e trattenuta alla stazione, lo aiuta a risolvere un altro crimine. Ai due viene offerta un'opportunità di redenzione: a Ellis la possibilità di riavere il distintivo da detective e a Max la possibilità di restare fuori di prigione: devono solo fare coppia e lavorare insieme.

## Produzione
Il 23 maggio 2024 la serie è stata rinnovata per una seconda stagione.

## Distribuzione
Wild Cards ha debuttato in Canada il 10 gennaio 2024 su CBC mentre negli Stati Uniti è trasmessa dal 17 gennaio su The CW.